# Dendrilla rosea
Dendrilla rosea är en svampdjursart som beskrevs av Lendenfeld 1883. Dendrilla rosea ingår i släktet Dendrilla och familjen Darwinellidae.
Artens utbredningsområde är havet kring Australien. Inga underarter finns listade i Catalogue of Life.